# فرديناند أولريش
فرديناند أولريش (بالألمانية: Ferdinand Ulrich)‏ هو عالم عقيدة ألماني، ولد في 23 فبراير 1931 في Odry ‏ في التشيك.